# LandesschülerInnenvertretung Salzburg
Die LandesschülerInnenvertretung Salzburg (LSV) ist die gesetzlich gewählte Vertretung aller Schüler Salzburgs. Sie besteht aus 30 (15 aktive und 15 passive) Mitgliedern aus drei Schulartbereichen: der Allgemeinbildenden Höheren Schulen (AHS), der Berufsbildenden Schulen (BMHS) und der Berufsschulen (BS).
Sie wird am Ende des Schuljahres von den Schulsprechern des jeweiligen Schulartbereichs in Salzburg gewählt.
Rechtsgrundlage ist das Schülervertretungengesetz, BGBl. Nr. 284/1990 in der geltenden Fassung.
Aufgabe der LSV ist es, die Anliegen der Schüler gegenüber der Politik zu vertreten. Die drei Landesschulsprecher sind automatisch Mitglied der Bundesschülervertretung (BSV). Auch die Abhaltung des „SchülerInnen im Parlament“ (SiP) fällt unter ihre Aufgaben. Beim SiP diskutieren Salzburger Schülervertreter über bildungspolitische Anträge.
Aktuell werden 10 aktive Mandate von der Schülerunion Salzburg gestellt und 5 von der AKS Salzburg. Im Schuljahr 2023/24 ist Lisa Graf (Schülerunion) AHS-Landesschulsprecherin, Viktoria Starlinger (Schülerunion) BMHS-Landesschulsprecherin und Erik Fitzga (Schülerunion) BS-Landesschulsprecher.

## Mitglieder
| Jahr    | AHS                    | BMHS                | BS                |
| ------- | ---------------------- | ------------------- | ----------------- |
| 2019/20 | Melih Öner             | Kajetan Höckner     | Joe Härtel-Farkas |
| 2020/21 | Frederik Von Maldeghem | Lena Huber          | Joe Härtel-Farkas |
| 2021/22 | Stijn Maas             | Theresa Golser      | Leonard Erni      |
| 2022/23 | Georg Müller           | Theresa Golser      | Emma Fürweger     |
| 2023/24 | Lisa Graf              | Viktoria Starlinger | Erik Fitzga       |